# Ralf Frassek
Ralf Frassek (* 17. Mai 1961 in Hannover) ist ein deutscher Rechtshistoriker.

## Leben
Frassek wurde 1994 bei Joachim Rückert mit einer Arbeit zum Thema „Vom Lebenssachverhalt zur Regelung – Die Umsetzung weltanschaulicher Programmatik in den schuldrechtlichen Schriften von Karl Larenz (1903–1993)“ zum Dr. iur. promoviert und habilitierte sich 2004 im Bürgerlichen Recht zum Thema „Eherecht und Ehegerichtsbarkeit in der Reformationszeit – Der Aufbau neuer Rechtsstrukturen im sächsischen Raum unter besonderer Berücksichtigung der Wirkungsgeschichte des Wittenberger Konsistoriums“ an der Universität Halle-Wittenberg. Seit 2012 ist er Teilprojektleiter im Frankfurter LOEWE-Schwerpunkt 'Außergerichtliche und gerichtliche Konfliktlösung'.

## Werk
Frassek forscht vor allem zur Neueren Rechtsgeschichte und zum Bürgerlichen Recht. Bedeutend sind vor allem seine Arbeiten zum Recht im Nationalsozialismus sowie zur Geschichte des Eherechts.
Seiner Habilitationsschrift Eherecht und Ehegerichtsbarkeit in der Reformationszeit wurde eine für rechtswissenschaftliche Arbeiten ungewöhnlich breite Ausschöpfung der Archive zugesprochen. Besonders reizvoll sei das Werk durch die Darstellung der zeitversetzten und unterschiedlichen Entwicklungen im ernestinischen und albertinischen Herrschaftsbereich.

## Publikationen
- Von der „völkischen Lebensordnung“ zum Recht – Die Umsetzung weltanschaulicher Programmatik in den schuldrechtlichen Schriften von Karl Larenz (1903–1993) (= Fundamenta Juridica, Bd. 29), Nomos, Baden-Baden 1996 (zugl.: Hannover, Univ., jur. Diss. 1994).
- Geldentschädigung bei Verletzung des sogenannten postmortalen Persönlichkeitsrechts, Berliner Wissenschafts-Verlag, Berlin 2004.
- Eherecht und Ehegerichtsbarkeit in der Reformationszeit – Der Aufbau neuer Rechtsstrukturen im sächsischen Raum unter besonderer Berücksichtigung der Wirkungsgeschichte des Wittenberger Konsistoriums (= Jus Ecclesiasticum, Bd. 78), Mohr-Siebeck, Tübingen 2005.